# Death Wish
Death Wish és una pel·lícula de tensió i crim 1974 basada lliurement en la novel·la del mateix nom de Brian Garfield, editada el 1972. La pel·lícula va ser dirigida per Michael Winner. L'estrella Charles Bronson representa Paul Kersey, un home que es converteix en un "vigilante", després que la seva dona és assassinada i la seva filla és sexualment agredida per lladres. No hi ha constància de l'emissió de la primera pel·lícula de la sèrie "Death Wish" en cap emissora de parla catalana.
Death Wish va ser un èxit comercial i va generar una saga de quatre episodis durant un període de vora vint anys. La pel·lícula va ser denunciada per molts crítics com la promotora d'ideologies feixistes com el "vigilantisme" i el càstig il·limitat als criminals. La novel·la denunciava el vigilantisme mentre que la pel·lícula va fer el contrari i va abraçar la idea. Ja era vista com un ressò d'un estat d'ànim creixent als Estats Units en augmentar la delinqüència durant la dècada de 1970.

## Argument
Paul Kersey (Charles Bronson) i la seva esposa Joanna (Hope Lange) són de vacances a Hawaii. Tornen a Nova York, on Paul treballa com a arquitecte.
Joana i la seva filla Carol Anne (Kathleen Tolan) compren queviures a D'Agostino. Tres brètols (un interpretat per Jeff Goldblum) causen estralls al supermercat. Agafen l'adreça de Joanna després que ella la dona al botiguer perquè li lliuren la compra a casa. La segueixen a l'apartament, on hi entren fent-se passar per repartidors. Busquen diners, però solament troben set dòlars. Els malfactors llavors violen Carol i colpegen salvatgement Joanna, i escapen impunes.
El gendre de Paul, Jack Toby (Steven Keats) truca per dir-li només que Joanna i Carol són a l'hospital. Després d'esperar amb impaciència, un metge diu a Paul que la seva filla està bé i sedada i al llit, però el doctor li diu que la seva esposa ha mort. Devastat, la policia diu que la probabilitat de captura dels criminals és petita.
L'endemà, el cap de Paul li dona una estada llarga de negoci a Tucson a l'estat d'Arizona per trobar-se amb un client, Ames Jainchill (Stuart Margolin), que li ensenya el projecte. Pau és testimoni d'un tiroteig de broma a Old Tucson, una ciutat frontera típica del Vell Oest utilitzada com escenari de filmació. En un club de tir, Ames s'impressiona quan Paul dispara amb una precisió gairebé de tir al blanc. Revela que era un (objector de consciència) durant la Guerra de Corea que va servir al seu país com un metge de combat. Ames el porta a l'aeroport, deixant caure un petit regal de comiat, una pistola, a la borsa de Paul.
De tornada a Nova York, la seva filla està catatònica. Paul obre la seva maleta i troba un niquelat revòlver Colt 32 Police Positive. Es fica la pistola a la butxaca i fa un passeig. Paul es troba amb un lladre, un excondemnat anomenat Thomas Leroy Marston que intenta robar-li a punta de revòlver amb un Smith & Wesson 38 Model 36. Paul li dispara amb el revòlver i el mata. Sorprès que ha matat un ésser humà, Paul corre a casa i vomita. Però el seu vigilantisme segueix a la nit següent, quan dispara tres homes més que roben un ancià indefens en un carreró buit.
Unes nits més tard, dos assaltants veuen Paul al metro. Intenten robar-li a punta de ganivet, però Paul els dispara a ambdós amb el revòlver.
Paul s'aventura a una àrea aproximada de Harlem, on és seguit per dos matons. Una vegada més sofreix un intent de robatori. Paul en dispara un però l'altre se les arregla per apunyalar-lo a l'espatlla. Paul malferit engega el que l'ha apunyalat i surt ferit greu, morint posteriorment en un hospital.
El tinent de policia Frank Ochoa (Vincent Gardenia) investiga els assassinats de vigilantes. El seu departament analitza una llista d'homes que han tingut un familiar que ha estat assassinat per assaltants i que són veterans de guerra. El públic, per la seva banda, està feliç que algú fa alguna cosa respecte al crim.
Ochoa prompte sospita Paul. Està a punt d'arrestar-lo quan el fiscal de Districte (Fred J. Scollay) intervé i diu a Ochoa «deixa'l anar» en un altre lloc de la ciutat. A Ochoa no li plau la idea, però cedeix.
Paul dispara dos més abans de ser ferit per un tercer atracador amb una pistola M1911A1. Hospitalitzat, Ochoa l'ordena deixar Nova York de forma permanent. Paul respon: «Al posar-se el sol?»
Paul arriba a la Union Station de Chicago amb tren. En ser rebut per un representant de l'empresa, s'adona d'un grup de matons assetjant una dona. Es disculpa i ajuda la dona. Els matons fan gestos obscens, però Kersey apunta amb la seva mà dreta com una pistola i somriu, cosa que suggereix que el seu vigilantisme continuarà.

## Repartiment
- Charles Bronson com a Paul Kersey
- Hope Lange com a Joanna Kersey
- Vincent Gardenia com a Frank Ochoa
- Kathleen Tolan com a Carol Toby
- Steven Keats com a Jack Toby
- William Redfield com a Sam Kreutzer
- Stuart Margolin com a Ames Jainchill
- Jeff Goldblum com a freak #1
- Christopher Guest com a Jackson Reilly
- Olympia Dukakis com a Policia
- Lawrence Hilton-Jacobs (no surt als crèdits) com a atracador
- Ciro "Jerry" Palazzo (no surt als crèdits) com a transportista
- Christopher Logan com a freak #2
- Gregory Rozakis: com a spraycan freak

Jeff Goldblum va tenir el seu debut de film amb Death Wish, on fa un dels tres delinqüents que ataquen l'esposa i la filla de Kersey, sobretot obligant la filla a realitzar-li una fel·lació. L'actor Robert Miano també hi té un paper secundari com un atracador. Lawrence Hilton-Jacobs, que més tard seria co-estrella al programa de televisió d'èxit Welcome Back, Kotter, tenia un paper sense acreditar com un altre assaltant devers la fi del film. Denzel Washington hi fa el seu debut com un atracador del carreró, sense acreditar. L'actriu Helen Martin, que tenia un paper secundari, posteriorment va aparèixer a la televisió a les comèdies Good Times i 227. Sonia Manzano, "Maria" de Barri Sèsam té un paper sense acreditar com a venedora de comestibles. Christopher Guest fa una de les seves primeres aparicions com un jove oficial de policia que troba la pistola de Kersey. Un jove Saul Rubinek interpreta un dels lladres al metro. Més tard apareix com un advocat a Death Wish V: El Rostre de la Mort.

## Producció
Originalment Sidney Lumet havia de dirigir Jack Lemmon fent de Paul fins que el productor original va ser substituït pel magnat de cinema italià Dino De Laurentiis i el film comercialitzat per Paramount Pictures.
Desig de mort va ser llançat per primera vegada al públic nord-americà el juliol de 1974. Va ser la pel·lícula rebutjada per altres estudis a causa de la seva temàtica controvertida i va ser abandonada per United Artists després que les restriccions pressupostàries obligaren els productors Hal Landers i Bobby Roberts a liquidar els seus drets.
La pel·lícula original va ser escrita per Wendell Mayes, també conegut per thrillers com Anatomia d'un assassinat (1959) i L'aventura del Posidó (1972). Michael Winner, un director favorit de De Laurentiis, en va supervisar el guió i més tard en va dirigir les dues primeres seqüeles. De les cinc pel·lícules de Death Wish, la primera és la més fidel a l'original de Garfield.

## Banda sonora
Guanyador de diversos premis Grammy, el músic de jazz Herbie Hancock, va compondre la música original per a la banda sonora. Aquesta seria la seva banda sonora en tercer lloc de popularitat, darrere de la pel·lícula Blow-Up (1966) i The Spook Who Sat By The Door (1973). Michael Winner, va dir que «De Laurentiis, volia Llogar una banda anglesa barata ja que les bandes angleses tenien molt d'èxit. Però jo tenia una núvia que estava a Barri Sèsam, una actriu porto-riquenya (Sonia Manzano), que va interpretar una caixera al supermercat [a Death Wish], que era una gran aficionada de jazz. Ella va dir, ‘Bé, vostè ha d'escoltar Herbie Hancock. Té aquest disc anomenat Head Hunters.’ Em va donar Head Hunters, i jo vaig dir, ‘Dino, no cal una banda anglesa barata, agafarem Herbie Hancock’. És el que vam fer.»

## Recepció de la crítica
Desig de mort va rebre des de crítiques equilibrades fins a d'extremadament negatives després del seu llançament, per mor del seu suport a la possessió d'armes i les ideologies vigilantistes, però va tenir un impacte en el públic dels Estats Units i va encetar un ampli debat sobre com fer front a la delinqüència rampant. La violència gràfica de la pel·lícula, sobretot l'escena de la violació brutal de la filla de Kersey, així com la representació explícita dels assassinats premeditats de Bronson, es va considerar d'explotació, però realista en el context d'un entorn d'atmosfera urbana dels EUA amb taxes d'augment de la delinqüència. Sobre la base a 24 comentaris, la pel·lícula té un 67% "Fresh" sobre la revisió total de lloc web Rotten Tomatoes.
Molts crítics estaven disgustats amb la pel·lícula, i consideren que és una «amenaça immoral a la societat» i un estímul de la conducta antisocial. Vincent Canby del New York Times va ser un dels escriptors que més obertament condemnava Desig de mort en dos extensos articles. Brian Garfield també estava insatisfet amb el producte final, i parla d'una pel·lícula 'incendiària', i va afirmar fins i tot que cada una dels seqüeles eren inútils i ràncies, ja que totes apel·laven al vigilantisme tot el contrari de les seues dues novel·les. El resultat d'aquesta pel·lícula, el va portar a escriure un títol de continuació Death Sentence («Sentència de mort») i va ser publicat un any després de l'estrena de la pel·lícula.

## Impacte i influència
Desig de mort va ser un trampolí per Charles Bronson, que era més conegut a Europa i Àsia pel seu paper a La gran evasió. Bronson va esdevenir una icona del cinema nord-americà que experimentaria una gran popularitat en els següents vint anys, durant els quals va actuar en quatre seqüeles de la pel·lícula:
- Death Wish 2 (1982). Títol en català: Jo sóc la justícia.
- Death Wish 3 (1985). Títol en català: El justicier de la nit
- Death Wish 4 The crackdown (1987). Títol en català: Jo sóc la justícia 2
- Death Wish 5 The Face of Death (1994). Títol en català: El retorn del justicier

En els últims anys de la sèrie, Death Wish va esdevenir objecte de paròdia per la seva més que elevada violència i l'avançada edat de Bronson (Un episodi dels Simpson anomenat A Star is Burns va mostrar un anunci de ficció de Death Wish 9, que consisteix en un Bronson al llit dient «I wish I was dead» (Tant de bo estigués mort). No obstant això, la franquícia de Death Wish va romandre lucrativa i va comptar amb el suport dels fans del cinema d'explotació. La sèrie continua tenint seguiment generalitzat en cinema domèstic i de vegades és transmès per les cadenes de televisió.